# 三文オペラ

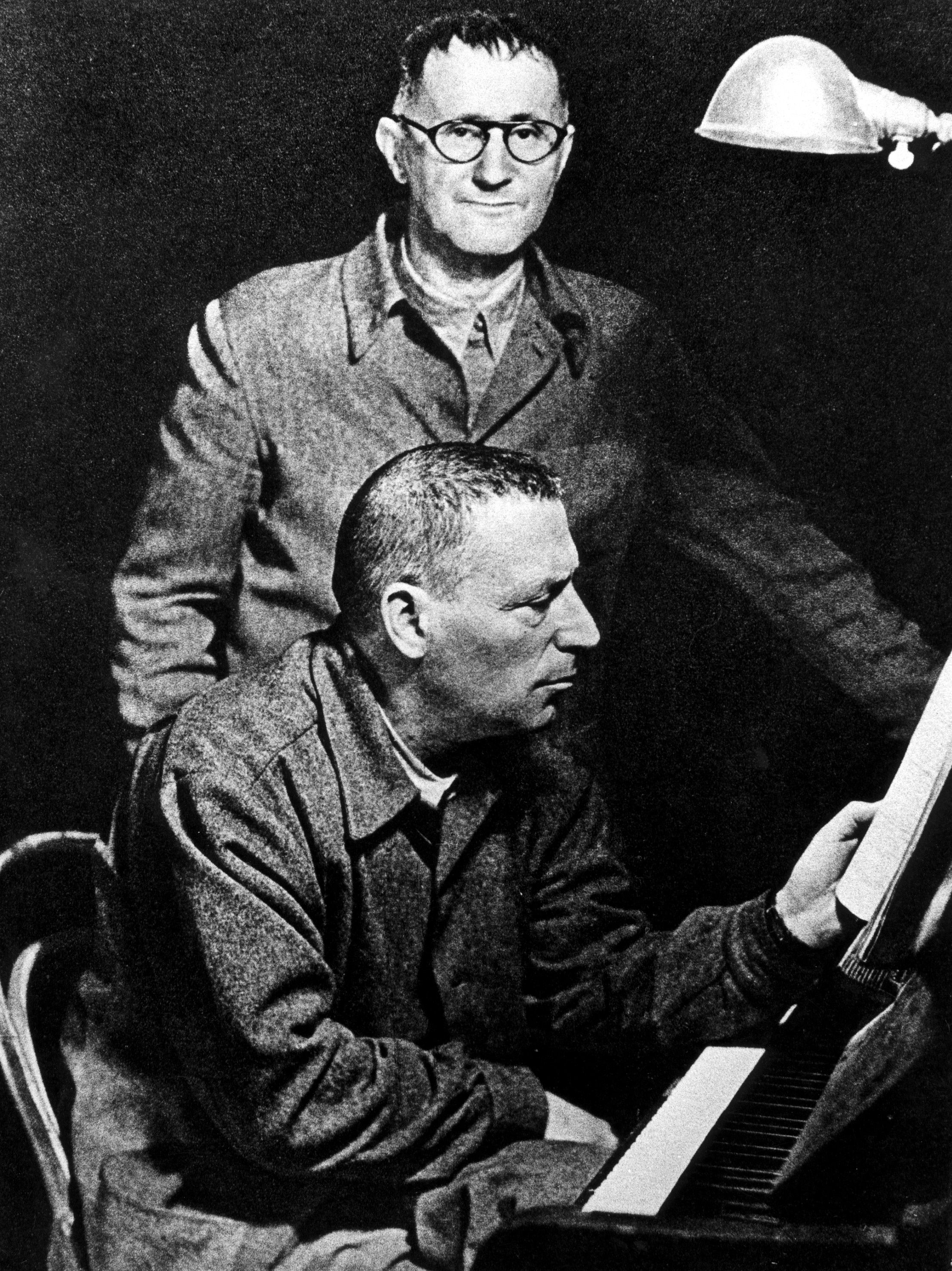
ブレヒトとヴァイル

『三文オペラ』（さんもんオペラ、原題：Die Dreigroschenoper）は、ベルトルト・ブレヒトの戯曲。クルト・ヴァイルが作曲を手がけた音楽劇であり、1928年8月31日にシッフバウアーダム劇場の開場に合わせて初演された。何度も映画化されている。元々はジョン・ゲイの『ベガーズ・オペラ』を、ブレヒトのパートナーだったエリザベート・ハウプトマンが英語からドイツ語に翻訳した上、ブレヒトがこれを改作したものである。タイトルどおりセリフ入りオペラとしてクラシック系の音楽家で上演されることも、ジャズバンド編成と地声の歌手でミュージカルとして上演されることもあり、CDも両方が発売されている。
劇中歌「メッキー・メッサーのモリタート」は「マック・ザ・ナイフ」というタイトルで大ヒットし、スタンダード・ナンバーとなった。

## あらすじ

### 第1幕
物語はジョナサン・ピーチャムの店から始まる。彼はロンドン中の乞食達を牛耳る元締めで、乞食としての訓練を施す見返りとして物乞いで得た金の上前をはねて稼いでいる。冒頭のシーンでは新顔の乞食フィルチがピーチャムの縄張りで物乞いをしていたところ絞り上げられ、彼の口利きで物乞いをさせてもらう代わりに稼ぎの半分を彼に収める羽目になる。ふと、ピーチャムは娘のポーリーが前の晩、家に帰らなかった事に気づく。ピーチャムは娘がメッキーと付き合っている事に気づき、そして娘を自分の所有物の様に考える彼は二人の間を裂き、メッキーを葬ろうを考える。場面は変わり、メッキーが自分のアジトでポーリーとの結婚の準備をしている。ここには彼と彼の手下が盗んだ食べ物、家具、装飾品が揃っている。誓いの言葉は交わさないが、それでもポーリーは満足だ。皆が宴の席に着く。そこに警視総監のタイガー・ブラウンが現れ、手下達はビビるがこれも宴の一部。ブラウンはかつてイングランドの植民地戦争でメッキーに支え、数年に渡りメッキーが逮捕を逃れる手助けをしていた。家に帰ったポーリーは反抗的な態度でメッキーとの結婚を宣言する。彼女は両親の咎めに感情的になり、うかつにもメッキーとブラウンの関係を漏らしてしまう。

### 第2幕
ポーリーはメッキーに父親が彼を逮捕させようと企んでいると警告する。彼はピーチャムの影響力を知りロンドンを離れる計画を立て、不在中ポーリーが仕事を仕切れる様に彼のビジネスの一部始終を教える。街を離れる前に彼は行きつけの売春宿に寄り、そこでかつての恋人ジェニーと再会する。彼らは一緒にかつての日々に想いをはせるが、ジェニーはメッキーのことを垂れ込むようにピーチャムに買収されていた。そしてメッキーは逮捕される事になる。ポーリーはメッキーのかつての恋人ルーシー・ブラウン（タイガー・ブラウンの娘）と鉢合わせとなり二人は激しいなじりあいとなる。そしてその後、ルーシーはメッキーの脱獄を手助けする。これを知ったピーチャムはブラウンに迫り、メッキーを逮捕しなければ、女王の戴冠式のパレードの最中にロンドン中の乞食を集めてデモ行進をすると脅迫する。

### 第3幕
ジェニーがピーチャムの元を訪ね、メッキーを垂れ込んだ報酬を要求するが、ピーチャム夫人は払おうとしない。ジェニーはメッキーがスーキー・ダウドリーの家にいる事を漏らす。ブラウンがスーキーの家に着く頃にはデモ行進の準備がすっかり整い、恐れをなしたブラウンにはメッキーを逮捕、処刑するしか選択肢はなかった。監獄に戻ったメッキーは絞首台の準備が進む中、出獄するための賄賂の金をかき集めようとする。ポーリーにも手下達にも、それだけの金を工面することは難しく、またそのつもりもない事を知り、メッキーは死を覚悟する。彼は自分の運命を嘆き、マルクス主義者の如く自問する。「泥棒と株を買うことは何が違うのか？」「銀行を襲うのと銀行を作ることの違いは何なのか？」「人殺しと人を雇う事の違いは？」メッキーは皆に赦しを乞う。と、ここで突然ピーチャムが「このオペラでは正義よりも慈悲が重んじられるのだ」と宣言。ブラウンがメッセンジャーとして馬にまたがって現れ、メッキーが女王より恩赦を与えられ、称号と城を与えられたと告げる。そして最後は全員で懇願するのである。「人生はこんなにも厳しい、悪事には寛容であれ！」

## 登場人物
メッキー・メッサー（マック・ザ・ナイフ）
本作の主人公。貧民街の顔役であるギャング。色男で、何人もの愛人を持っている。ある日偶然出会った少女ポーリーに一目惚れし、彼女が乞食王ピーチャムの娘とは知らずにその日の内に結婚する。このことが本作で起こる事件の発端になる。
ポーリー
メッキーが一目惚れし、結婚した少女。実は乞食王ピーチャムの娘。
ピーチャム
ポーリーの父。フルネームは「ジョナサン・ジェルマイヤ・ピーチャム」。ロンドンの乞食達の総元締めで、乞食を商売にする「乞食商会」というビジネスを営んでおり、「乞食王」の異名で呼ばれている。左足が義足になっているため、歩く時は車椅子に乗るか杖をついている。
「老後の保険」として育ててきた一人娘のポーリーをメッキーに寝取られたことを知り、妻と共にメッキーとポーリーを引き離そうと画策。そのためブラウン警視総監を脅し、メッキーを投獄させる。
シーリア
ピーチャムの妻でポーリーの母。夫と共に娘とメッキーを引き離そうとする。
タイガー・ブラウン
ロンドンの警視総監。メッキーと通じており、これまでに何度も彼の悪事を握りつぶしてきた。だがピーチャム夫妻から脅迫を受け、メッキーを投獄することになってしまう。
ジェニー
メッキーの愛人の一人で娼婦。警視総監にメッキーの情報を密告し、彼が逮捕される原因を作る。
ルーシー
メッキーの愛人の一人でブラウンの娘。メッキーがいる牢獄へやってきた際に偶然ポーリーと鉢合わせし、彼女と大喧嘩に発展する。それによって図らずもメッキー脱獄のきっかけを作った。

## 日本語訳
- 『三文オペラ』千田是也訳、岩波文庫、1961年
- 「三文オペラ」内垣啓一訳（『世界の文学 新集38』、中央公論社、1969年、所収）
- 「三文オペラ」岩淵達治訳（『ブレヒト戯曲全集』第2巻、未来社、1998年、所収）
- 『三文オペラ』岩淵達治訳、岩波文庫、2006年。上記を改訂
- 『三文オペラ』酒寄進一訳、長崎書房、2007年
- 『三文オペラ』谷川道子訳、光文社古典新約文庫、2014年
- 『三文オペラ』大岡淳訳、共和国、2018年

## 映画化作品
- 1989年 アメリカ、 メナハム・ゴーラン監督
- 1963年 西ドイツ、 ヴォルフガング・シュタウテ監督　出演：クルト・ユルゲンス、ヒルデガルト・クネフ、ゲルト・フレーベ、ワルター・ギラー、ハンス・ライザー、サミー・デイヴィスJr.
- 1953年 イギリス、 ピーター・ブルック監督　出演：ローレンス・オリヴィエ、ドロシー・テューティン
- 『三文オペラ』　1931年 ドイツ、 G・W・パプスト監督、バラージュ・ベーラ脚本

## 関連作品
- イエスマン - 「三文オペラ」と同様、エリザベート・ハウプトマンが英語からの翻訳、ブレヒトが脚本、クルト・ヴァイルが作曲を担当した戯曲。
- 小さな三文音楽 - 劇音楽から8つのナンバーを選んで編曲した演奏会用組曲
- オルケスタ・リブレ - 2012年、2013年、2014年、2018年にて柳原陽一郎をボーカル・訳詞に迎えてカバーしている。